# 耿坡站
耿坡站是位于湖北襄阳市襄州区黄集镇的一个铁路车站，邮政编码441123。车站建于1970年，有焦柳铁路经过该站，现仅办理货运业务，不办理客运业务。车站距离月山站468公里，隶属郑州铁路局，是郑局与武局交界处的四等站，本站及相邻上下行区间均为电气化区段。